# Молоди (платформа)
Мо́лоди — остановочный пункт Курского направления Московской железной дороги в городском округе Чехов Московской области. Расположен на западной окраине одноимённого села городского округа Чехов. До 2017 года назывался Колхозная.
Прямое сообщение через Московский узел на Рижское направление МЖД. Пассажирское сообщение осуществляется электропоездами. Беспересадочное сообщение осуществляется: на север — до станции Шаховская, на юг — до станции Тула-1 Курская. Время движения с Курского вокзала — 1 час 23 минуты.
Платформа не оборудована турникетами, также на ней отсутствует касса. Значительная часть электропоездов проходит без остановки. В непосредственной близости к югу от платформы начинается путевое развитие станции Столбовая: съезды с обоих путей Курского направления ведут на Большое кольцо Московской железной дороги в сторону станции Сандарово.